# GABI
GABI bylo v české nakladatelství působící v letech 1991-7 se sídlem v Českém Těšíně. Vlastníkem byl Jiří Gavenda.
Nakladatelství vydávalo převážně dobrodružné knihy, jednak díla Karla Maye a Zana Greye, jednak v letech 1992-4 34 svazků v edici Rozruch. Většinu knih z tohoto nakladatelství ilustroval Jan Hora.